# Ban Chiang
Ban Chiang (taj. แหล่งโบราณคดีบ้านเชียง) – stanowisko archeologiczne w północno-wschodniej Tajlandii, w 1992 roku wpisane na listę światowego dziedzictwa UNESCO.
W 1966 roku natrafiono tu na pozostałości osady i cmentarzyska z epoki brązu z IV tysiąclecia p.n.e. Na obszarze wykopalisk odnaleziono gliniane naczynia, pokryte czerwonymi wzorami na żółtym tle, oraz przedmioty z brązu. Metoda obróbki brązu nie wskazuje na wpływy cywilizacji chińskiej, co sugeruje istnienie w Ban Chiang niezależnego ośrodka cywilizacyjnego w IV tysiącleciu p.n.e. Odkrycie to zmieniło pogląd historyków o Azji Południowo-Wschodniej jako o obszarze zacofanym kulturowo w tej epoce.

## Galeria

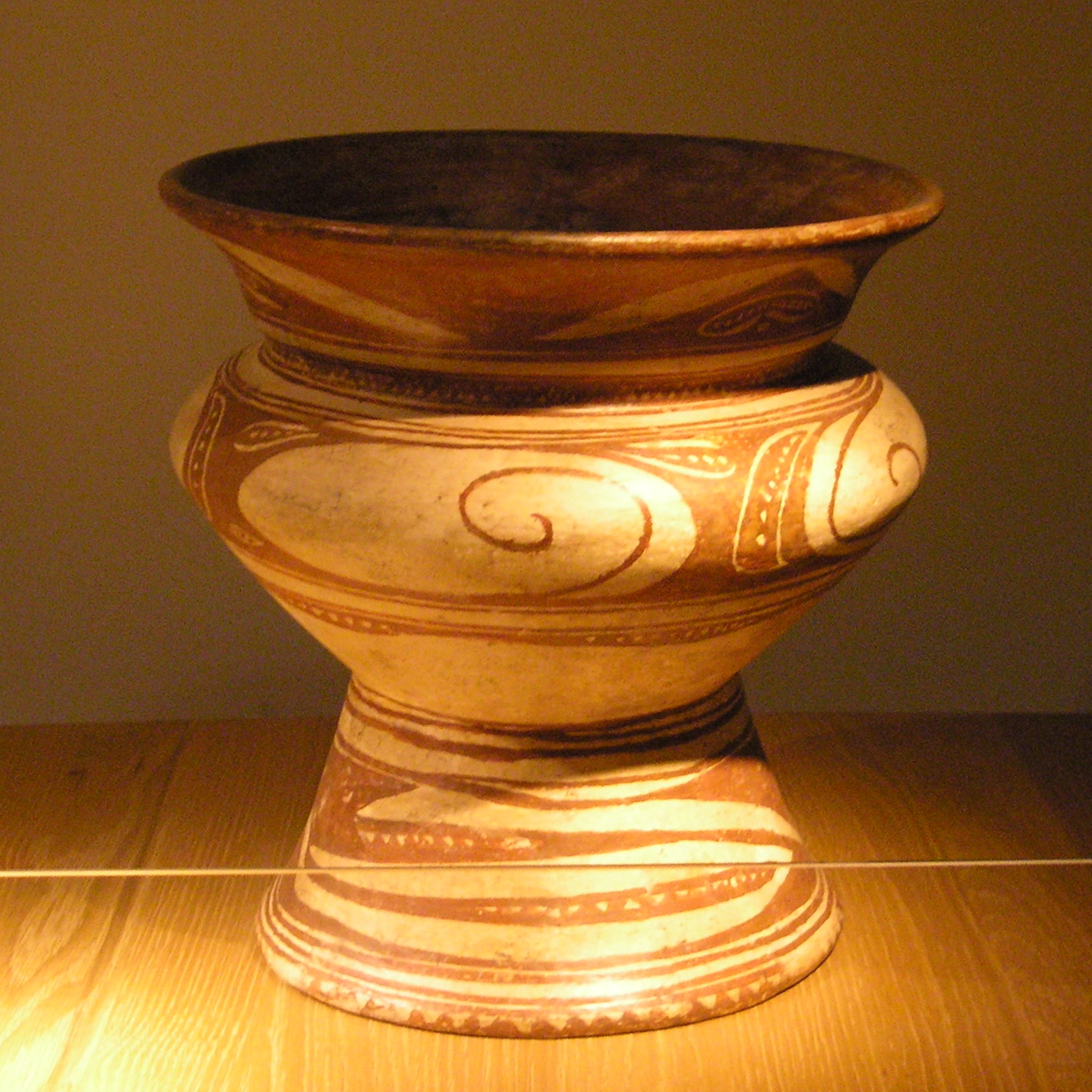
Ceramika z Ban Chiang
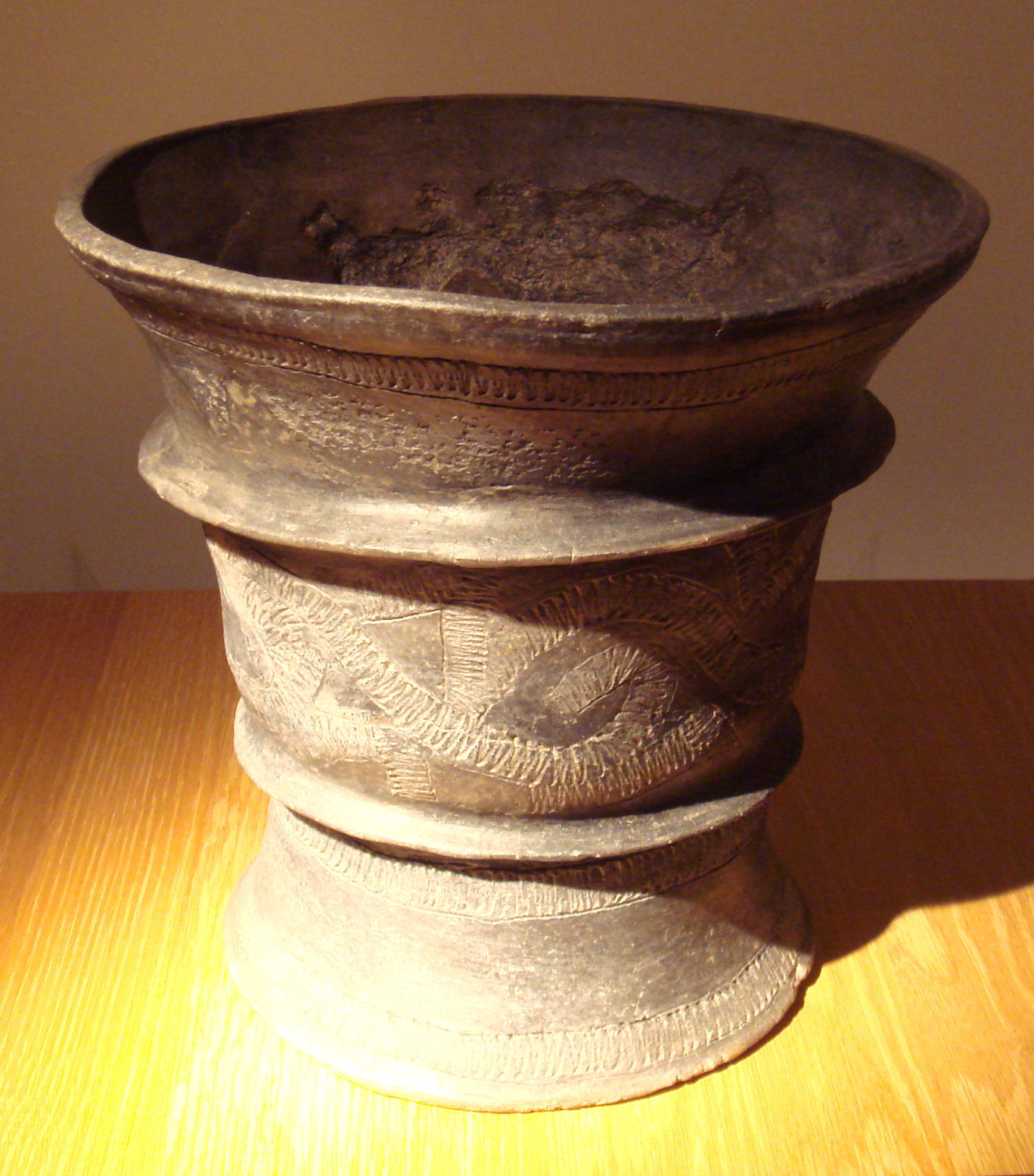
Ceramika z Ban Chiang
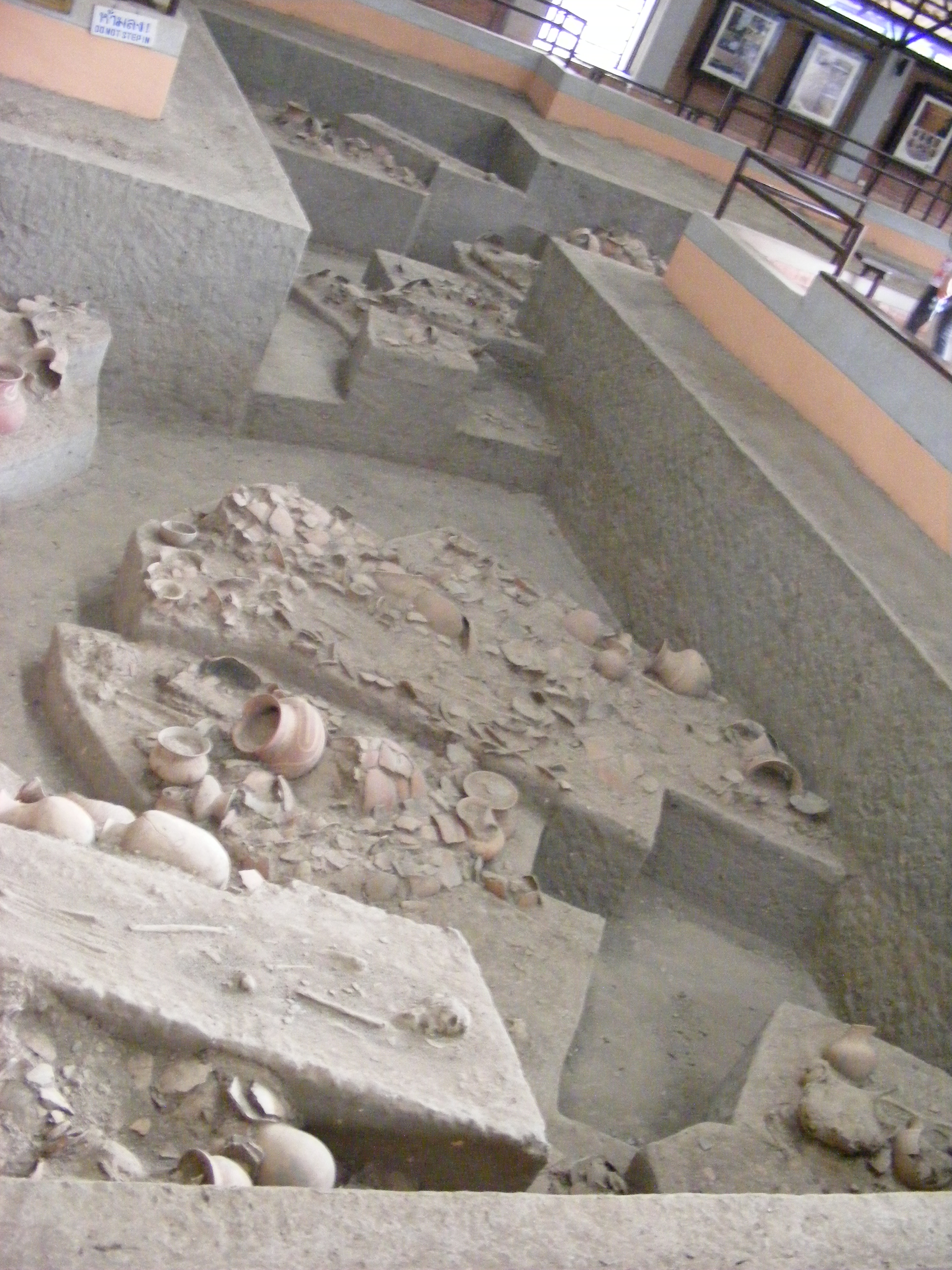
Wykopaliska w Ban Chiang